# Rudolf Jakob Camerarius
Rudolf Jakob Camerarius ou Camerer (Tübingen, 12 de fevereiro de 1665 – Tübingen, 11 de setembro de 1721) foi um botânico e médico alemão

## Formação e carreira
Camerarius nasceu em Tübingen, tornando-se professor de medicina e diretor do Jardim Botânico da Universidade de Tübingen em 1687. É conhecido principalmente por suas investigações sobre a morfologia reprodutiva das plantas (De sexu plantarum epistola (1694)).
Enquanto outros botânicos, como John Ray e Nehemiah Grew, observaram que as plantas pareciam fazer sexo de alguma forma e adivinharam que o pólen era o agente fertilizante masculino, foi Camerarius quem fez o trabalho experimental. Ao estudar a amoreira, ele determinou que as plantas femininas, não próximas às masculinas (estaminadas), produziam frutos, mas sem sementes. As plantas Mercurialis e espinafre se saíram da mesma forma. Com a mamona (Ricinus) e com o milho ele cortou as flores estaminadas (as "borlas" do milho) e também observou que nenhuma semente se formava. Seus resultados foram relatados na forma de uma carta (a epístola) e atraíram a atenção imediata, os trabalhadores subsequentes estendendo seus resultados das plantas monoicas que ele havia estudado para as dioicas também.
Em 20 de fevereiro de 1688 (Matrikel-Nr. 157) foi admitido na Academia Leopoldina com o pseudônimo Hector II.

## Publicações

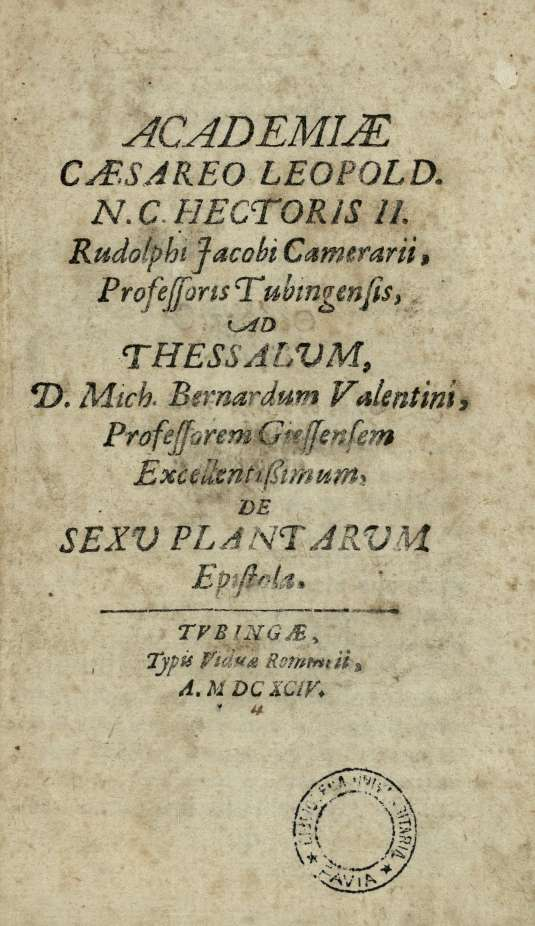
De sexu plantarum, 1694

- De plantis vernis (em latim). Tübingen: Martin Rommey. 1688
- De sexu plantarum (em latim). Tübingen: Martin Rommey. 1694